# Louny
Louny là một thị trấn thuộc huyện Louny, vùng Ústecký, Cộng hòa Séc.  dân số khoảng 18.5 nghìn người.